# Diurnea lipsiella
Diurnea lipsiella là một loài bướm đêm thuộc họ Chimabachidae. Nó được tìm thấy ở châu Âu.

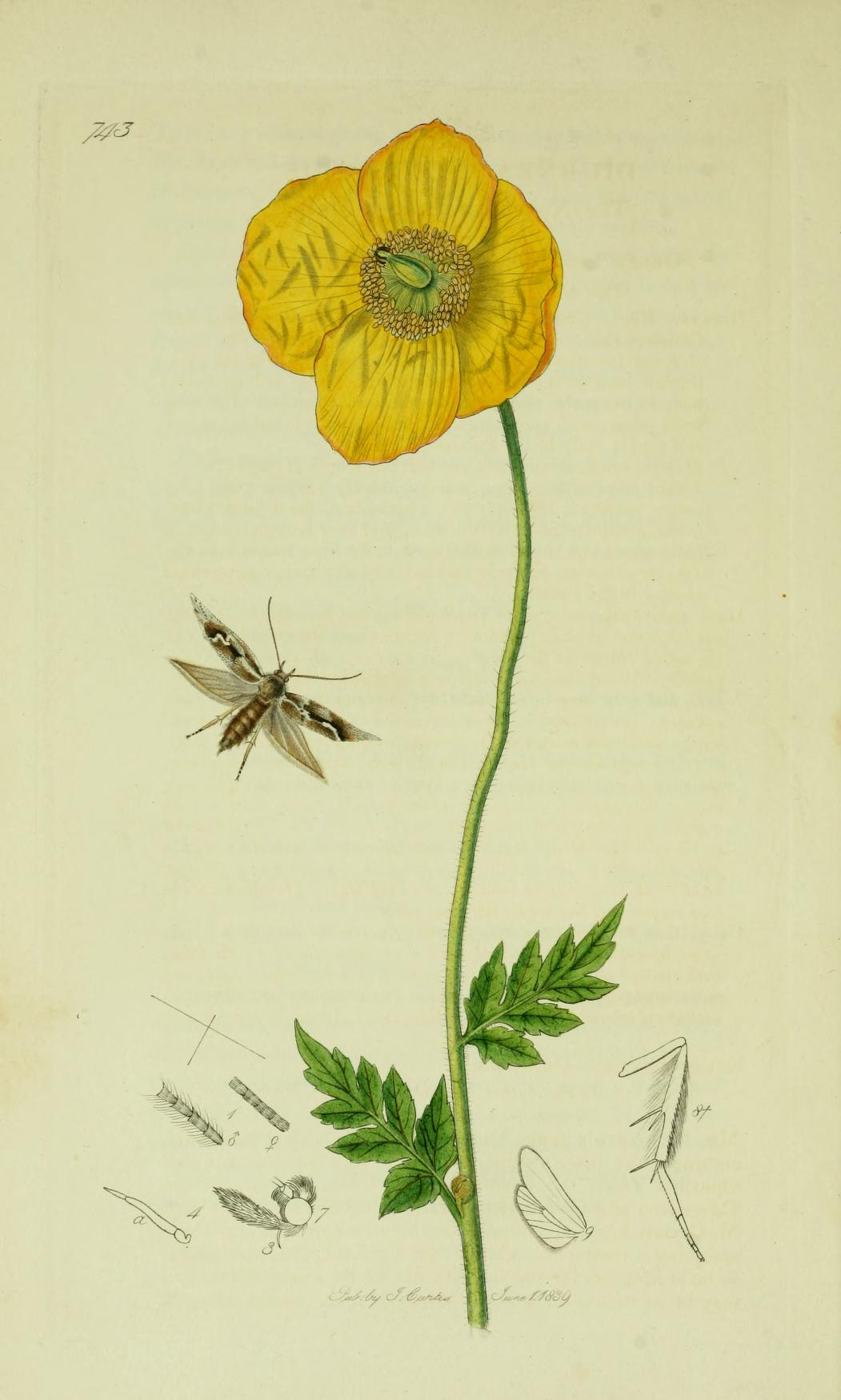
Illustration from John Curtis's British Entomology Volume 6

Sải cánh dài 17–23 mm. The moth gặp ở one generation từ tháng 10 đến tháng 12 tùy theo địa điểm.
Ấu trùng ăn nhiều loài cây rụng lá và shrubs, such as Rubus, Apple, Prunus, Vaccinium và Oak.

## Hình ảnh

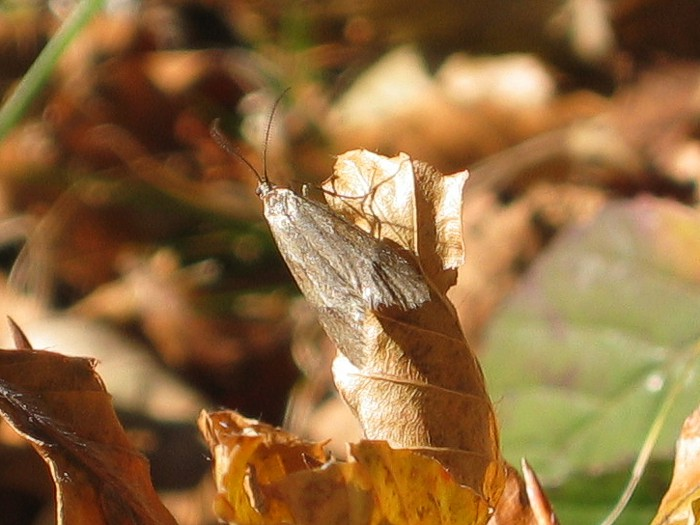
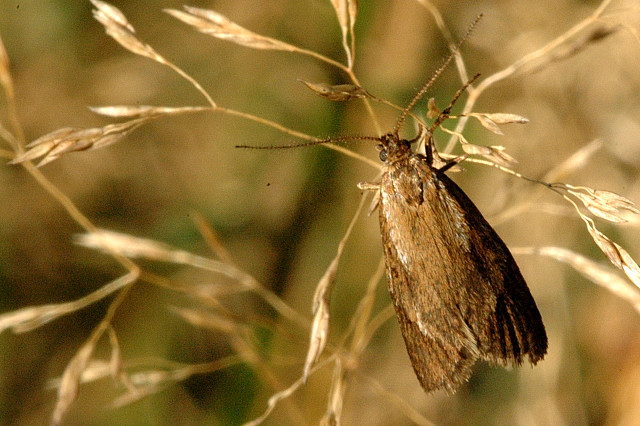